# Kaffee Mayer

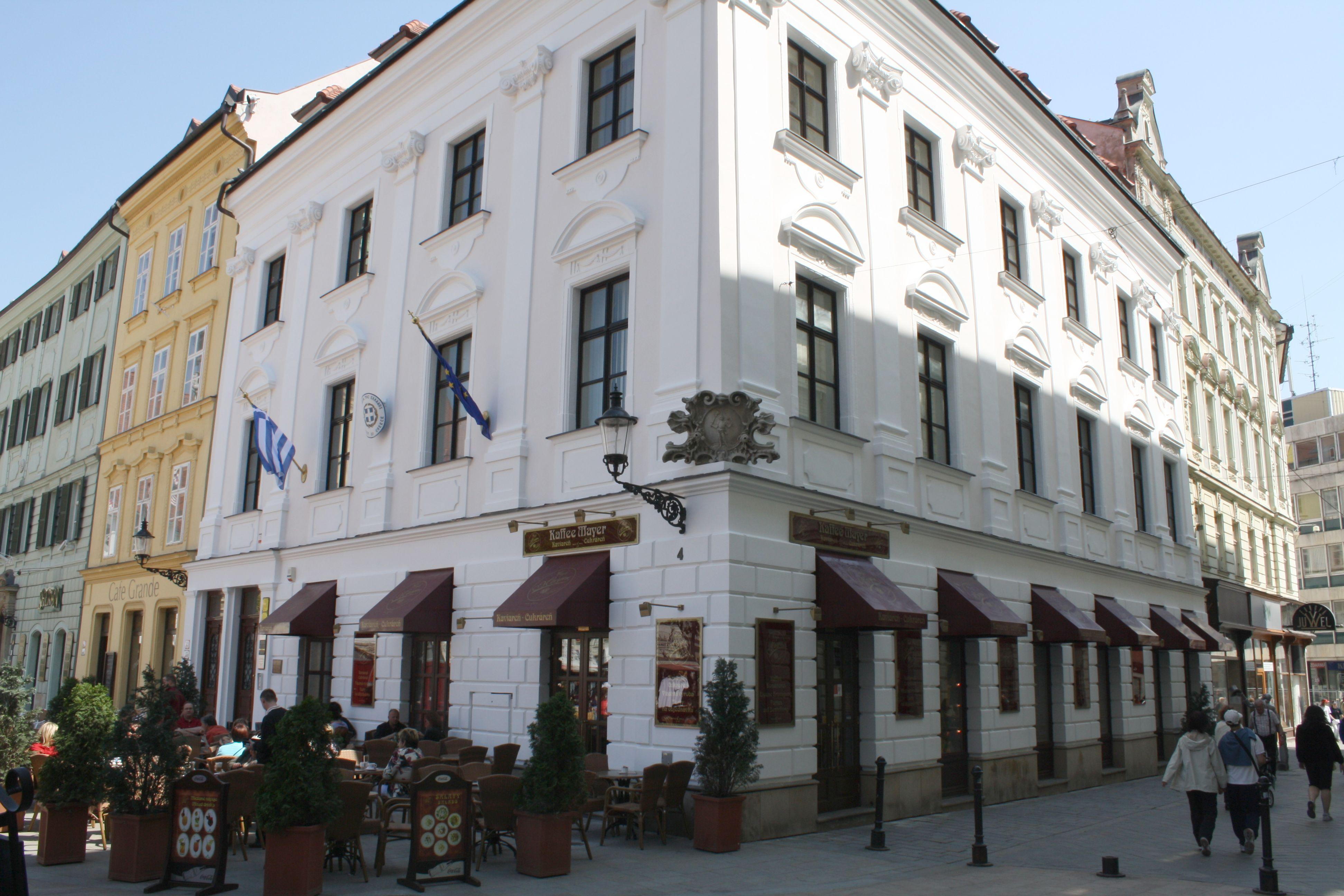
Kaffee Mayer

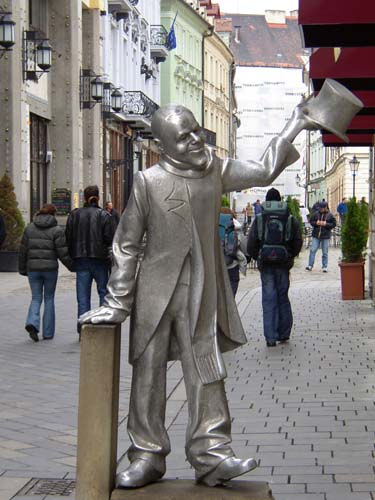
Socha Schöne Náciho před kavárnou na Sedlárské ulici

Kaffee Mayer je stará tradiční kavárna a cukrárna v Bratislavě. Je umístěna na rohu Hlavního náměstí a ulice Sedlárská, její adresa je Hlavní náměstí 4. Založil ji Julius Mayer v roce 1873.
Patří mezi nejznámější kavárny v městě tak u obyvatel, tak u turistů a funguje od doby založení, podobně jako mnoho vídeňských kaváren. Kromě kavárny a cukrárny se zde vyrábí i slovenské a vídeňské pečivo. Ve stejné budově sídlí i řecké velvyslanectví. Kavárna nefungovala během socialismu, až do roku 1993, kdy byla opět otevřena.
Mezi pravidelné zákazníky patřil i Schöne Náci. Třicet let po jeho smrti ho připomíná socha v životní velikosti před kavárnou.